# Gare de Nurieux
La gare de Nurieux est une gare ferroviaire française de la ligne de Bourg-en-Bresse à Bellegarde, située sur le territoire de la commune de Nurieux-Volognat, dans le département de l'Ain, en région Auvergne-Rhône-Alpes.

## Situation ferroviaire
Établie à 484 mètres d'altitude, la gare de Nurieux est située au point kilométrique (PK) 33,468 de la ligne de Bourg-en-Bresse à Bellegarde, entre les gares ouvertes de Cize - Bolozon et de Brion - Montréal-la-Cluse.

## Histoire
La gare de Nurieux est mise en service le 29 mars 1877 par la Compagnie des Dombes et des chemins de fer du Sud-Est, qui revendra son réseau ferroviaire à la Compagnie des chemins de fer de Paris à Lyon et à la Méditerranée (PLM) le 1er janvier 1884.

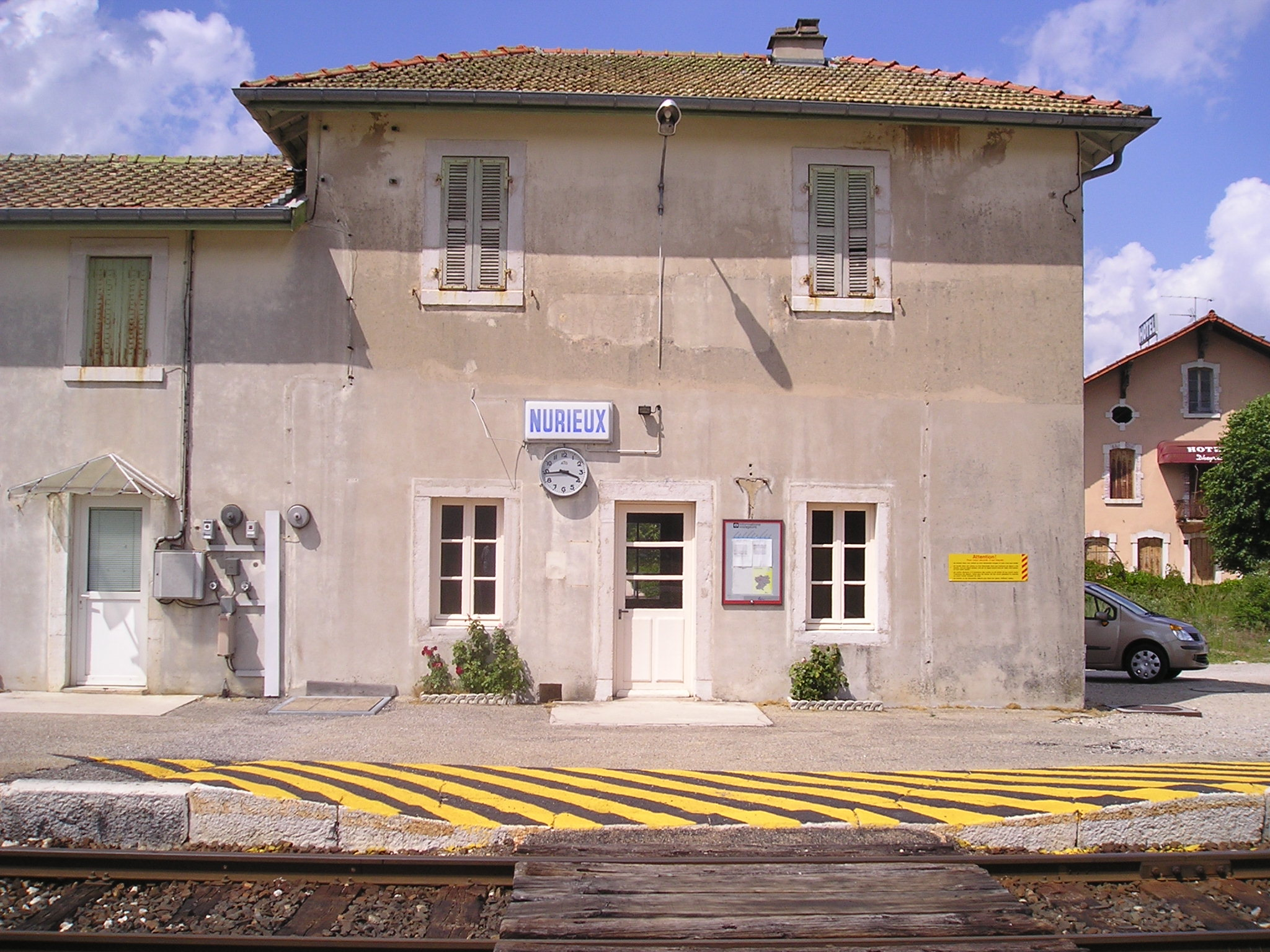
L'ancien bâtiment voyageurs, en juin 2005.
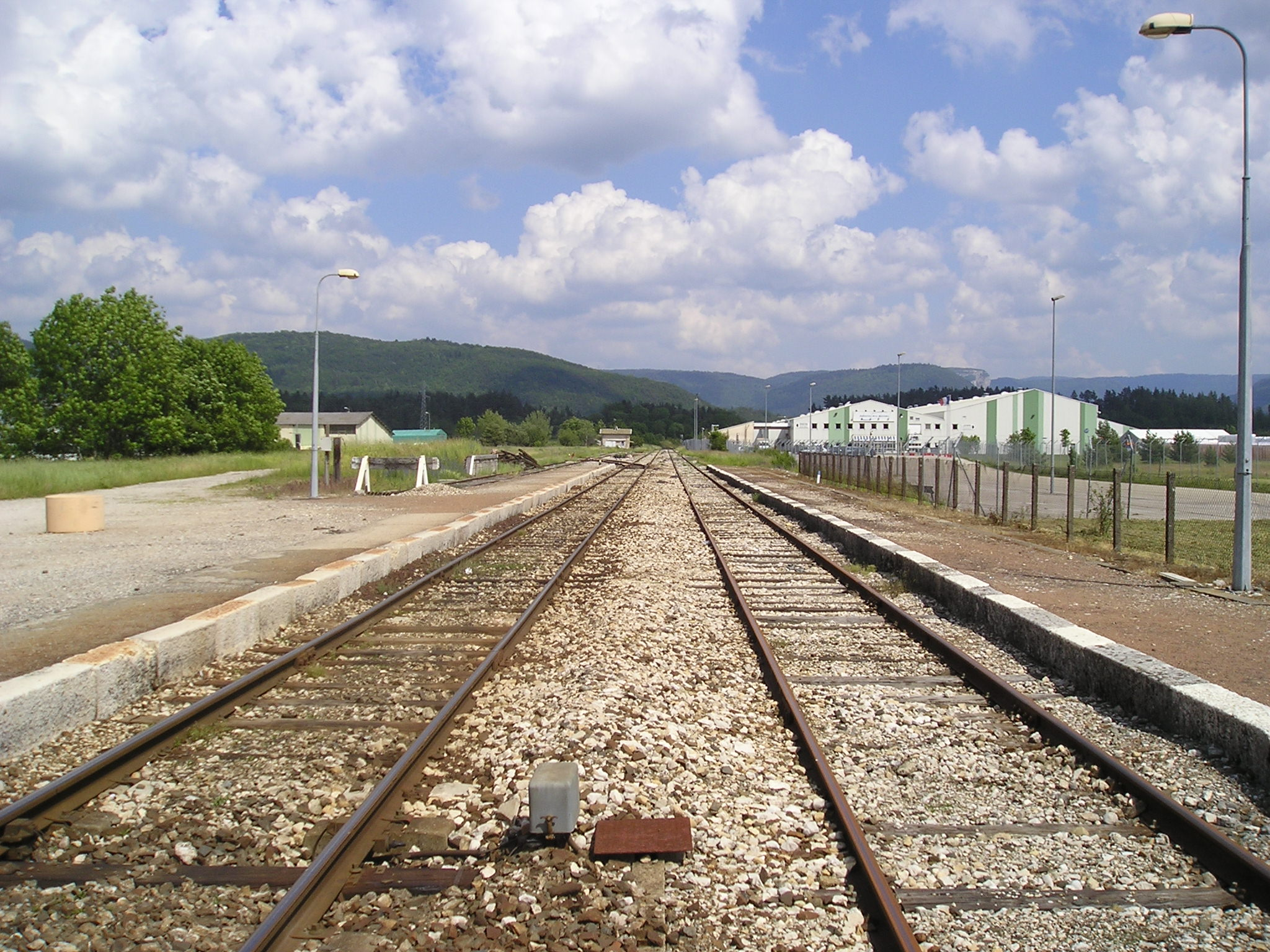
La gare, direction Bellegarde, également en juin 2005.

La ligne du Haut-Bugey a été rénovée, entre 2007 et 2010, en vue du passage du TGV effectuant la liaison Paris – Genève, mais également pour la desserte des TER. Il ne s'agit pas d'une ligne à grande vitesse, c'est-à-dire que les trains circulent à des vitesses d'environ 80 à 120 km/h. Nurieux a été choisi pour accueillir une halte. Les travaux ont débuté par la démolition, en 2007, des quais et des voies existantes. Par la suite, la construction d'un tunnel sous les voies et de deux ascenseurs permettant l'accès aux quais a eu lieu. L'ancienne gare, vieille de plus de 100 ans, a été démolie en octobre 2008 pour permettre la construction d'un bâtiment plus moderne et plus proche des nouveaux quais.
La halte est composée de trois voies et de deux quais. La quai central est long de 400 mètres et réservé au TGV, le latéral est utilisé pour les TER et est d'une longueur de 200 mètres. La voie opposée à la gare est la voie dite directe ; elle est empruntée par les TGV ne s'arrêtant pas à Nurieux.

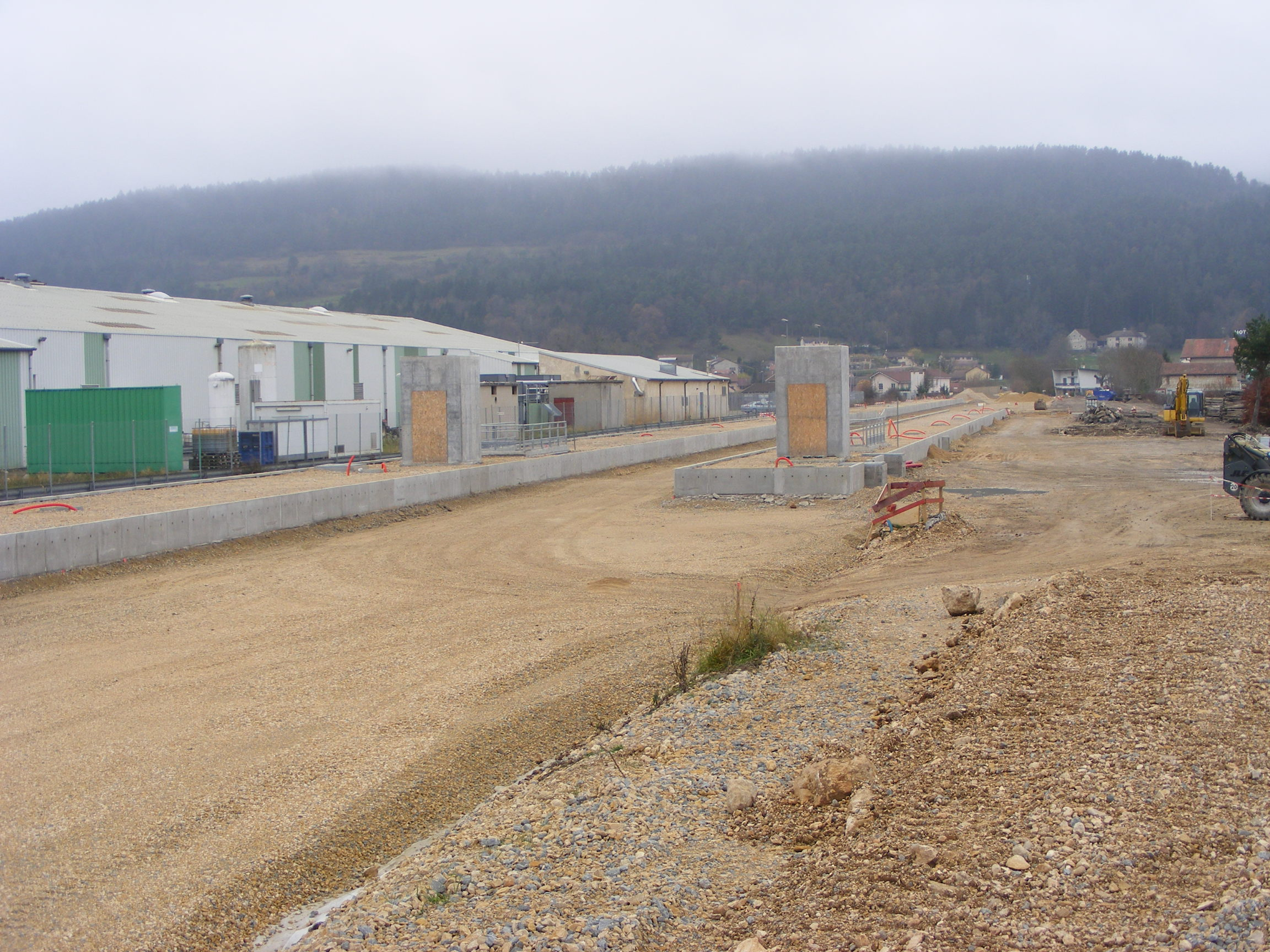
Travaux en gare.
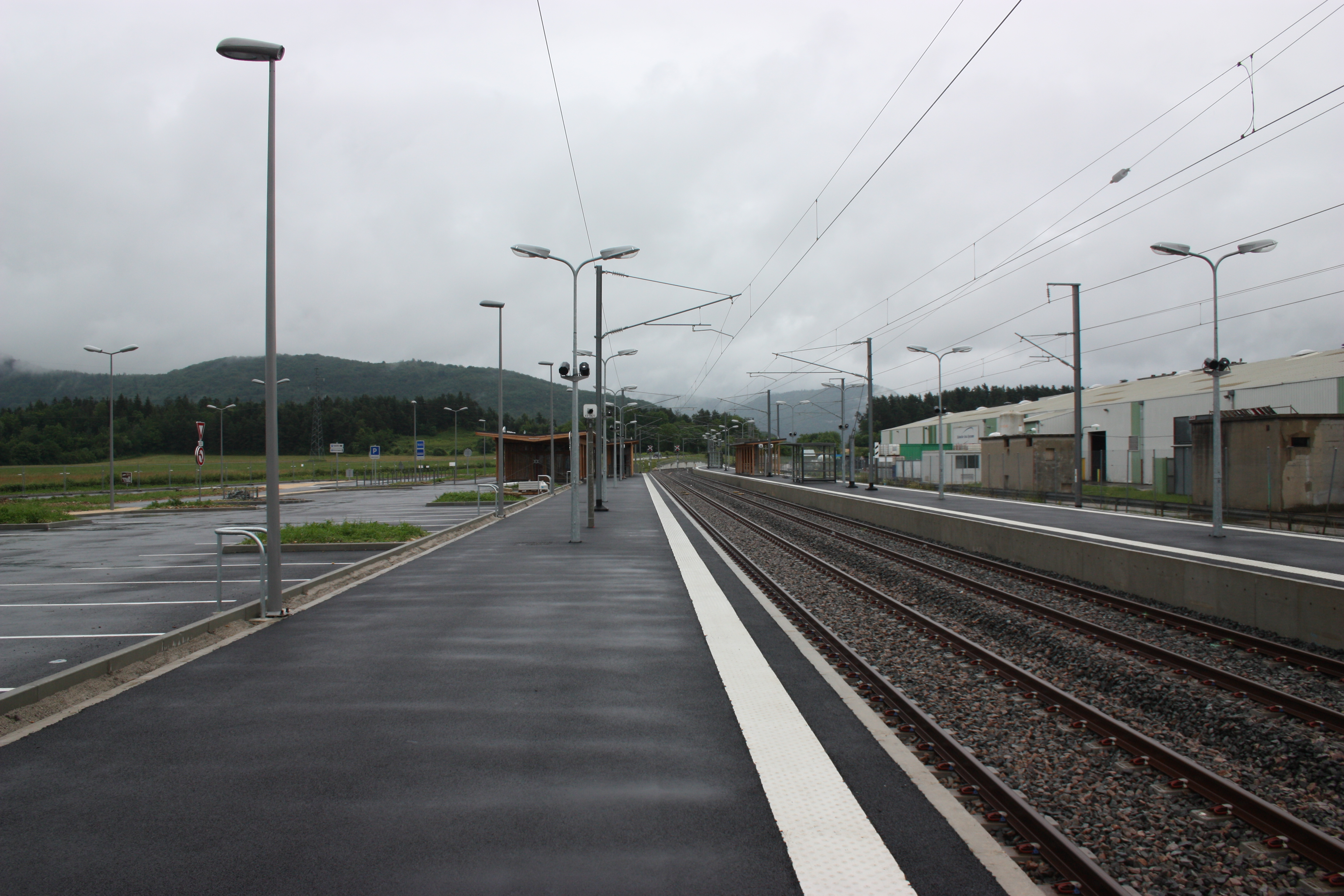
La gare presque terminée, en juin 2010.
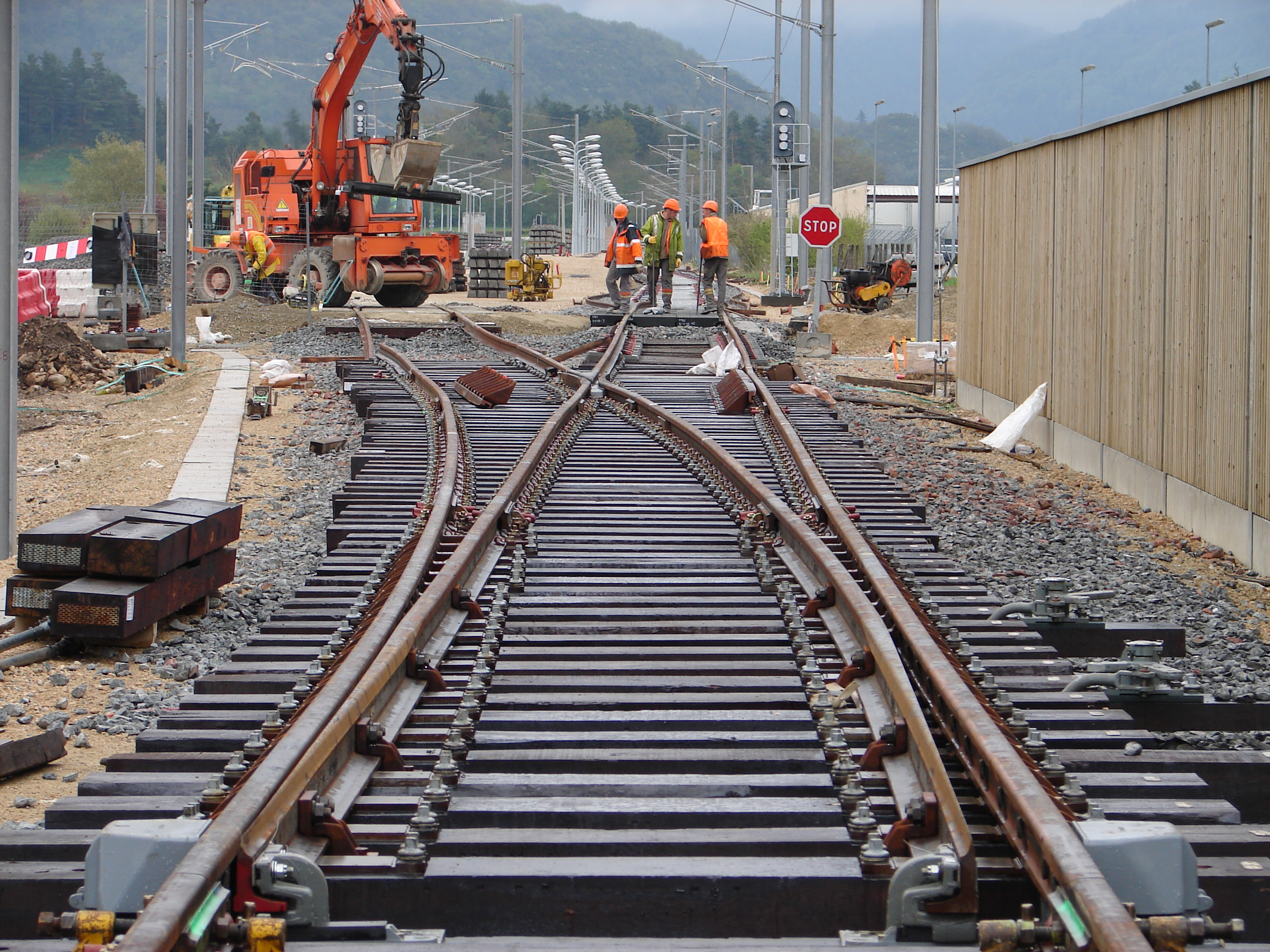
L'entrée en gare, depuis Bourg.
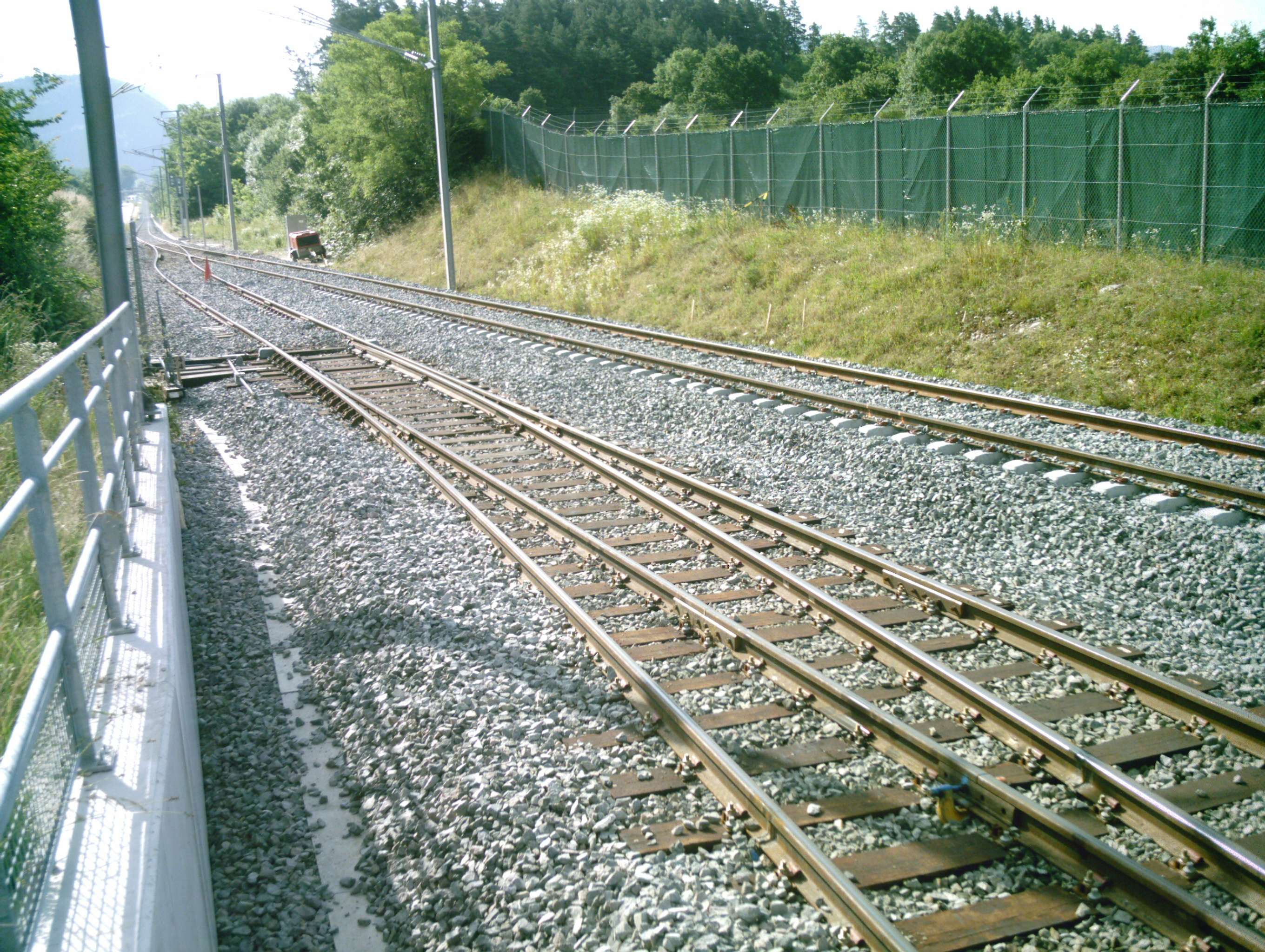
Sortie de la gare, direction Bellegarde.

## Fréquentation
Selon les estimations de la SNCF, la fréquentation annuelle de la gare s'élève aux nombres indiqués dans le tableau ci-dessous.
| Année               | 2023   | 2022   | 2021   | 2020  | 2019   | 2018   | 2017   | 2016   | 2015   |
| ------------------- | ------ | ------ | ------ | ----- | ------ | ------ | ------ | ------ | ------ |
| Nombre de voyageurs | 16 456 | 12 645 | 12 886 | 9 901 | 20 701 | 18 300 | 22 712 | 24 107 | 24 107 |

## Service des voyageurs

### Accueil
Nurieux est une gare sans personnel ni point de vente. Seuls les bornes de validation de la carte Oùra et des composteurs sont disponibles.
Des toilettes sont à disposition, ainsi qu'une salle d'attente fermée et chauffée.
La gare est accessible aux PMR, en étant équipée d'ascenseurs pour rejoindre le quai central.

### Desserte
La gare est desservie tous les jours par deux trains TER Auvergne-Rhône-Alpes : le matin par le TER Oyonnax – Lyon-Perrache et, le soir, par le TER Bourg-en-Bresse – Oyonnax.
Deux TGV Lyria marquent également l'arrêt en gare : un le matin, à destination de Paris-Gare-de-Lyon, et un le soir, à destination de Genève-Cornavin.

### Intermodalité
La gare dispose d'un parking gratuit. Un parc à vélos, avec consigne individuelle, est à disposition.
Elle est également desservie par les cars de la région Auvergne-Rhône-Alpes.